# Joseph Alain Leroy
Joseph Alain Leroy OFM (* 3. Februar 1920 in Herbeumont; † 27. März 1985) war ein belgischer Ordensgeistlicher und römisch-katholischer Bischof von Kilwa.

## Leben
Joseph Alain Leroy trat der Ordensgemeinschaft der Franziskaner bei und empfing am 1. August 1943 das Sakrament der Priesterweihe.
Am 24. August 1962 ernannte ihn Papst Johannes XXIII. zum Bischof von Kilwa. Der Bischof von Namur, André Marie Charue, spendete ihm am 21. Dezember desselben Jahres die Bischofsweihe; Mitkonsekratoren waren der Weihbischof in Namur, Jean-Baptiste Musty, und der Bischof von Kamina, Victor Petrus Keuppens OFM. Leroy nahm an allen vier Sitzungsperioden des Zweiten Vatikanischen Konzils teil.
Papst Paul VI. nahm am 19. Dezember 1975 das von Joseph Alain Leroy vorgebrachte Rücktrittsgesuch an.